# Rhodostrophia trifasciata
Rhodostrophia trifasciata är en fjärilsart som beskrevs av Cyrillo 1787. Rhodostrophia trifasciata ingår i släktet Rhodostrophia och familjen mätare. Inga underarter finns listade.